# Công đồng đại kết
Giáo hội nghị, hoặc gọi là Công đồng đại kết, gọi tắt Công đồng, là hội nghị giám mục toàn thế giới có ý nghĩa đại biểu phổ biến trong Cơ Đốc giáo truyền thống, bàn luận xét hỏi biểu quyết các vấn đề giáo vụ trọng yếu và tranh chấp giáo lí. Chữ Anh của "đại kết" là ecumenical, bắt nguồn từ chữ Hi Lạp cổ οἰκουμενῐκός, nghĩa là "phổ quát". Bốn hội nghị Cơ Đốc giáo vào thời kì đầu có ảnh hưởng sâu đậm đối với giáo lí của Cơ Đốc giáo là Giáo hội nghị Nicaea I, Giáo hội nghị Constantinople I, Giáo hội nghị Ephesus và Giáo hội nghị Chalcedon, kể từ hội nghị này về sau hình thành Đại chia cắt Giáo hội Đông - Tây.
Năm 1054, phát sinh Đại chia cắt Giáo hội Đông - Tây. Kể từ đó, Giáo hội Chính giáo Đông phương (Chính giáo Hi Lạp) không công nhận Giáo hội nghị do Công giáo La Mã đơn phương triệu tập hội nghị, chỉ tin giữ tín điều do Giáo hội nghị lần thứ bảy xác lập. Mặc dù Giáo hội nghị Constantinople IV được cử hành trước khi Đại chia cắt Giáo hội, nhưng không được Giáo hội Chính giáo Đông phương công nhận. Do đó, Giáo hội Chính giáo Đông phương ngày nay chỉ công nhận bảy giáo hội nghị, nhưng Công giáo La Mã cho là tám. Sau cuộc vận động Cải cách Tôn giáo Tin Lành, Giáo hội Anh giáo công nhận bảy giáo hội nghị trước (từ Giáo hội nghị Nicaea I đến Giáo hội nghị Nicaea II); Tin Lành tông Calvin, Tin Lành tông Luther chỉ công nhận bốn giáo hội nghị trước (từ Giáo hội nghị Nicaea I đến Giáo hội nghị Chalcedon). Lấy Giáo hội nghị Chalcedon - giáo hội nghị lần thứ tư làm ví dụ, đã khiển trách giáo hội ủng hộ thuyết Nhất vị luận (sau này hình thành Giáo hội Chính thống Đông phương), cho nên Giáo hội Chính thống Đông phương chỉ công nhận ba giáo hội nghị trước. Các giáo hội nghị kể từ sau Đại chia cắt Giáo hội do Công giáo La Mã đơn phương cử hành, cho nên nội dung không được Giáo hội Chính giáo Đông phương công nhận.
Mặc dù như vậy nhưng một bộ phận tín đồ Giáo hội Chính giáo Đông phương cho biết Giáo hội nghị Constantinople IV (869–870), Giáo hội nghị Constantinople V (1341–1351) và Hội nghị Jerusalem (năm 1672) là giáo hội nghị.
Hội nghị giáo hội chính là đại biểu của giáo hội phổ quát hoặc giáo hội địa phương tụ họp cùng nhau, cùng thương thảo các sự vụ của giáo hội, nhằm đạt đến quyết định nhất trí. Hội nghị giáo hội có rất nhiều loại, ví dụ như hội nghị giám mục, hội nghị thượng phụ hoặc hội nghị địa phương, trong đó hội nghị có vị đại biểu cả giáo hội phổ quát gọi là giáo hội nghị.

## Tóm tắt
Giáo hội nghị, hoặc Công đồng đại kết, là hội nghị giám mục toàn thế giới của Cơ Đốc giáo. Chữ "đại kết" bắt nguồn từ chữ Hi Lạp cổ οἰκουμενῐκός (en), nghĩa là "phổ quát".
Năm 1054, phát sinh Đại chia cắt Giáo hội Đông - Tây. Kể từ đó, Giáo hội Chính giáo Đông phương (Chính giáo Hi Lạp) không công nhận Giáo hội nghị do Công giáo La Mã đơn phương triệu tập hội nghị, chỉ tin giữ tín điều do Giáo hội nghị lần thứ bảy xác lập. Mặc dù Giáo hội nghị Constantinople IV được cử hành trước khi Đại chia cắt Giáo hội, nhưng không được Giáo hội Chính giáo Đông phương công nhận. Do đó, Giáo hội Chính giáo Đông phương ngày nay chỉ công nhận bảy giáo hội nghị, nhưng Công giáo La Mã cho là tám. Từ Giáo hội nghị Constantinople IV vào thế kỉ IX đến Giáo hội nghị Vatican II vào thế kỉ XX, không được Giáo hội phái Đông phương công nhận, trên thực tế chỉ là đại hội giám mục thế giới cấp cao nhất, quy mô lớn nhất và quan trọng nhất của Công giáo La Mã. Sau cuộc vận động Cải cách Tôn giáo Tin Lành, Giáo hội Anh giáo công nhận bảy giáo hội nghị trước (từ Giáo hội nghị Nicaea I đến Giáo hội nghị Nicaea II); Tin Lành tông Calvin, Tin Lành tông Luther chỉ công nhận bốn giáo hội nghị trước (từ Giáo hội nghị Nicaea I đến Giáo hội nghị Chalcedon). Lấy Giáo hội nghị Chalcedon - giáo hội nghị lần thứ tư làm ví dụ, đã khiển trách giáo hội ủng hộ thuyết Một ngôi (sau này hình thành Giáo hội Chính thống Đông phương), cho nên Giáo hội Chính thống Đông phương chỉ công nhận ba giáo hội nghị trước. Hơn nữa, các giáo hội nghị kể từ sau Đại chia cắt Giáo hội đều do Công giáo La Mã đơn phương cử hành, cho nên nội dung không được Giáo hội Chính giáo Đông phương công nhận.
Bắt đầu từ thế kỉ II, Giáo hội Cơ Đốc giáo đã hình thành truyền thống triệu tập hội nghị giáo hội để giải quyết các vấn đề như giáo lí, giáo luật, lễ nghi và chế độ. Tuy nhiên, dưới điều kiện Cơ Đốc giáo vẫn chưa có địa vị hợp pháp, sự ảnh hưởng của hội nghị giáo hội chỉ giới hạn trong một khu vực nhất định, không có ý nghĩa phổ quát. Sau khi Cơ Đốc giáo được hợp pháp hoá, hoàng đế La Mã Constantine I triệu tập khoảng 300 vị giám mục bên trong lãnh thổ đế quốc vào năm 325, đã cử hành Giáo hội nghị lần thứ nhất ở Nicaea (nay là huyện İznik, tỉnh Bursa, Thổ Nhĩ Kì), các nghị quyết của hội nghị bắt đầu đều có sức ràng buộc đối với giáo hội ở các nơi. Có tổng cộng bảy giáo hội nghị do hoàng đế La Mã triệu tập, mệnh danh là Bảy giáo hội nghị lớn, trong khoảng thời gian này giáo hội của hai phái Đông và Tây Cơ Đốc giáo vẫn chưa chính thức chia cắt, cho nên tính hợp pháp của những hội nghị này được Công giáo La Mã và Giáo hội Chính giáo Đông phương sau này công nhận. Đối với tính hợp pháp của Giáo hội nghị lần thứ tám, hai phái bắt đầu nẩy sinh tranh luận bàn cãi, đây cũng là một trong những nguyên nhân dẫn đến hai bên chia cắt. Các giáo hội nghị kể từ đó về sau tất cả đều do giáo hoàng triệu tập, các nghị quyết của hội nghị phải qua giáo hoàng phê chuẩn. Giáo lí thuyết Ba ngôi và thuyết Kitô được quy định bởi bốn giáo hội nghị trước trong Bảy giáo hội nghị lớn, được Công giáo La Mã, Giáo hội Chính giáo Đông phương và các tông phái chủ yếu của Tin Lành tiếp nhận, được coi là quy phạm của tín ngưỡng chính thống; hơn nữa, nghị quyết của các hội nghị đã qua sau này, chỉ có hiệu lực đối với các hệ phái công nhận tính hợp pháp của nó. Sự trỗi dậy của quốc gia dân tộc châu Âu vào thế kỉ XIV và Đại chia cắt Giáo hội Tây phương khiến cho quyền uy của giáo hoàng suy giảm, nội bộ Giáo hội Công giáo La Mã từng xuất hiện chủ trương giáo hội nghị phải cao hơn giáo hoàng, đề cao địa vị giám mục giáo phận, nhưng cuối cùng không được Giáo triều La Mã chấp nhận. Công đồng Vatican khoá I vào thế kỉ XIX ban bố "Thuyết bất khả ngộ giáo hoàng" (chỉ giáo hoàng cậy nhờ vào quyền hành tông đồ tối cao của ông, đức tin và giáo lí do đại biểu giáo hội công bố là không thể sai lầm, mà không phải giáo hoàng luôn luôn đúng), hơn nữa đã đề cao địa vị của giáo hoàng. Sau Công đồng Vatican khoá II vào thế kỉ XX, địa vị của giám mục giáo phận đã được đề cao.

## Quy định
Căn cứ luật giáo hội hiện hành, công đồng đại kết phải do giáo hoàng triệu tập hội nghị; ông còn nắm giữ các quyền như chủ trì hội nghị (tự thân chủ trì hoặc uỷ quyền đại biểu chủ trì), quyết định các hạng mục thảo luận trong hội nghị, trình tự cần tuân thủ lúc hội nghị tiến hành, địa điểm họp hội nghị, tuyên bố thôi họp hoặc giải tán hội nghị. Quyết định của công đồng đại kết cũng cần phải do giáo hoàng phê chuẩn và công bố. Giám mục hồng y, thượng phụ, tổng giám mục, giám mục trưởng, giám mục và viện trưởng tu viện đều có quyền tham dự và bỏ phiếu, nhưng các nhà thần học và nhà giáo luật học được mời dự họp chỉ có thể bỏ phiếu cố vấn. Giáo trưởng tham dự hội nghị cũng có thể đưa ra nghị trình thảo luận, nhưng đề nghị của họ cần phải do giáo hoàng đồng ý. Đối với giáo hội phổ quát, giáo hội nghị có được quyền tư pháp và quyền tài phán tối cao; nói cách khác, những sự vụ do giáo hội nghị quyết định không thể tái thượng tố lên giáo hoàng hoặc hội nghị. Nếu giáo hoàng không may qua đời trong lúc hội nghị tiến hành, đại hội phải dừng ngay lập tức theo luật, cho đến khi tân giáo hoàng hạ lệnh, tiếp tục hoặc giải tán hội nghị.
Trên đây là quy định về giáo hội nghị của luật giáo hội hiện hành, tuy nhiên, không phải tất cả giáo hội nghị trong giáo hội (có tổng cộng 21 giáo hội được công nhận) đều tuân thủ luật giáo hội này. Đặc biệt là các giáo hội nghị của mấy thế kỉ đầu đều do hoàng đế hoặc hoàng hậu đương thời triệu tập hội nghị, có lúc thậm chí đặc sứ của giáo hoàng cũng không có, chỉ bằng sự truy phong sau này để xác định tính đại kết của nó. Tuy nhiên, bắt đầu từ thế kỉ IX, giáo hoàng dần dần trở thành người triệu tập của công đồng đại kết. Sau thế kỉ XI, việc giáo hoàng triệu tập chính là tiêu chuẩn để đoán định giáo hội nghị khoá đó có hợp pháp hay không.

## Danh sách giáo hội nghị
Giáo hội Chính giáo Đông phương ngày nay chỉ thừa nhận bảy giáo hội nghị, nhưng Công giáo La Mã cho là tám. Hơn nữa, sau khi đại chia cắt giáo hội, các giáo hội nghị do Công giáo La Mã đơn phương cử hành, cho nên nội dung không được Giáo hội Chính giáo Đông phương công nhận.
Các giáo hội nghị được giáo hội trong lịch sử như Công giáo La Mã, Giáo hội Chính giáo Đông phương, Giáo hội Anh, Tin Lành tông Calvin, Tin Lành tông Luther,... công nhận như dưới đây:
| Lần | Năm                                                                                 | Tên gọi của hội nghị                                                                | Giáo hoàng tại vị                                                                   | Hoàng đế La Mã triệu tập hội nghị                                                   | Kết quả ảnh hưởng sâu sắc của hội nghị | Giáo hội công nhận tính hợp pháp                                                    | Giáo hội công nhận tính hợp pháp                                                    | Giáo hội công nhận tính hợp pháp                                                    | Giáo hội công nhận tính hợp pháp                                                    | Giáo hội công nhận tính hợp pháp                                                    |
| Lần | Năm                                                                                 | Tên gọi của hội nghị                                                                | Giáo hoàng tại vị                                                                   | Hoàng đế La Mã triệu tập hội nghị                                                   | Kết quả ảnh hưởng sâu sắc của hội nghị | Cơ Đốc giáo Tây phương (Tây Giáo hội)                                               | Cơ Đốc giáo Tây phương (Tây Giáo hội)                                               | Cơ Đốc giáo Đông phương (Đông Giáo hội)                                             | Cơ Đốc giáo Đông phương (Đông Giáo hội)                                             | Cơ Đốc giáo Đông phương (Đông Giáo hội)                                             |
| Lần | Năm                                                                                 | Tên gọi của hội nghị                                                                | Giáo hoàng tại vị                                                                   | Hoàng đế La Mã triệu tập hội nghị                                                   | Kết quả ảnh hưởng sâu sắc của hội nghị | Giáo hội Công giáo La Mã                                                            | Tân giáo Cơ Đốc                                                                     | Giáo hội Chính giáo Đông phương                                                     | Giáo hội Chính thống Không công nhận Chalcedon                                      | Giáo hội Đông phương Assyria                                                        |
| Bảy giáo hội nghị lớn (từ Giáo hội nghị lần thứ nhất đến Giáo hội nghị lần thứ bảy)                                 | Bảy giáo hội nghị lớn (từ Giáo hội nghị lần thứ nhất đến Giáo hội nghị lần thứ bảy) | Bảy giáo hội nghị lớn (từ Giáo hội nghị lần thứ nhất đến Giáo hội nghị lần thứ bảy) | Bảy giáo hội nghị lớn (từ Giáo hội nghị lần thứ nhất đến Giáo hội nghị lần thứ bảy) | Bảy giáo hội nghị lớn (từ Giáo hội nghị lần thứ nhất đến Giáo hội nghị lần thứ bảy) | Bảy giáo hội nghị lớn (từ Giáo hội nghị lần thứ nhất đến Giáo hội nghị lần thứ bảy) | Bảy giáo hội nghị lớn (từ Giáo hội nghị lần thứ nhất đến Giáo hội nghị lần thứ bảy) | Bảy giáo hội nghị lớn (từ Giáo hội nghị lần thứ nhất đến Giáo hội nghị lần thứ bảy) | Bảy giáo hội nghị lớn (từ Giáo hội nghị lần thứ nhất đến Giáo hội nghị lần thứ bảy) | Bảy giáo hội nghị lớn (từ Giáo hội nghị lần thứ nhất đến Giáo hội nghị lần thứ bảy) | Bảy giáo hội nghị lớn (từ Giáo hội nghị lần thứ nhất đến Giáo hội nghị lần thứ bảy) |
| --- | ----------------------------------------------------------------------------------- | ----------------------------------------------------------------------------------- | ----------------------------------------------------------------------------------- | ----------------------------------------------------------------------------------- | --- | ----------------------------------------------------------------------------------- | ----------------------------------------------------------------------------------- | ----------------------------------------------------------------------------------- | ----------------------------------------------------------------------------------- | ----------------------------------------------------------------------------------- |
| 1 | Năm 325                                                                             | Giáo hội nghị Nicaea I                                                              | Sylvester I                                                                         | Constantine I                                                                       | 1. Vấn đề liên quan đến chủ nghĩa Arian (giáo phái Arius), 2. Chúc mừng Lễ Vượt qua (Lễ Phục sinh), 3. Chủ nghĩa phân liệt Melitians, 4. Chúa Trời và Chúa Giê-xu đồng nhất trong mục đích và vị cách, 5. Lễ Báp-têm của dị giáo, 6. Tình hình tổn thất trong cuộc bách hại dưới sự thống trị của Licinius. | ●                                                                                   | ●                                                                                   | ●                                                                                   | ●                                                                                   | ●                                                                                   |
| 2 | Năm 381                                                                             | Giáo hội nghị Constantinople I                                                      | Damasus I                                                                           | Theodosius I                                                                        | 1. Sửa đổi và đính chính Bài tín điều các sứ đồ, tuyên bố "Đức Thánh linh có thần tính", 2. Khẳng định địa vị vượt trội của giám mục Constantinople. | ●                                                                                   | ●                                                                                   | ●                                                                                   | ●                                                                                   | ●                                                                                   |
| 3 | Năm 431                                                                             | Giáo hội nghị Ephesus                                                               | Celestine I                                                                         | Theodosius II                                                                       | 1. Giáo hội Nestorius (về sau phát triển thành Giáo hội Đông phương Assyria, Cảnh giáo) phân liệt khỏi Cơ Đốc giáo chính thống lúc bấy giờ, đồng thời bị đàn áp. Chủ trương của Caelestius bị bài xích. 2. Quy định: Không được biên soạn hoặc tuyên giảng bất kì tín lí nào khác có mâu thuẫn với Giáo hội nghị Nicaea I. 3. Thần tính và nhân tính của Chúa Giê-xu là đồng nhất thể, không thể tách rời. 4. Công nhận Maria là Mẹ của Thiên Chúa (Tin Lành có quan điểm khác về Mary, đa phần tin rằng Mary là Mẹ của Chúa Giê-xu). | ●                                                                                   | ●                                                                                   | ●                                                                                   | ●                                                                                   | –                                                                                   |
| 4 | Năm 451                                                                             | Giáo hội nghị Chalcedon                                                             | Leo I                                                                               | Marcian                                                                             | 1. Hoạch định giới hạn " hai căn tính thần tính và nhân tính của Đấng Ki-tô", tuyên bố chỉ có một Ki-tô, Ngài là con của Chân Thiên Chúa Thượng đế, và còn là Chân Thánh nhân. Hai căn tính thần tính và nhân tính của Đấng Ki-tô là "không trộn lẫn, không cải biến, không tách rời, không phân li". Gìn giữ và bảo hộ sự hoàn chỉnh vị cách duy nhất của Đấng Ki-tô. 2. Tuyên bố: Con của Thiên Chúa Chí Thánh Thượng đế, con của Thánh Mẫu Maria là vị cách độc nhất vô nhị, vừa là Con của Chân Thiên Chúa Thượng đế vừa là Chân Thánh nhân. 3. Ban bố 27 điều mục của luật giáo hội. Luật giáo hội về hành vi luân lí của giáo sĩ có chức Thánh và tu sĩ, trong đó giáo sĩ có chức Thánh, giám mục, tu sĩ và nữ tu cần phải tuân thủ nghiêm khắc quy định trinh khiết. 4. Một bộ phận Giáo hội Chính thống Đông phương như Giáo hội Chính thống Copt xứ Alexandria, Giáo hội Sứ đồ Armenia,... dứt khoát từ chối công nhận nghị quyết của Giáo hội nghị Chalcedon, phân liệt khỏi Tây Giáo hội và phần còn lại của Đông Giáo hội công nhận Giáo hội nghị Chalcedon. | ●                                                                                   | ●                                                                                   | ●                                                                                   | –                                                                                   | –                                                                                   |
| 5 | Năm 553                                                                             | Giáo hội nghị Constantinople II                                                     | Vigilius                                                                            | Justinian I                                                                         | 1. Nhấn mạnh nhân tính của Đấng Ki-tô không tự tồn tại độc lập, căn tính của Đấng Ki-tô phải kết hợp với vị cách thần tính của Chúa Con. 2. Đem địa vị của Giáo hội Constantinople (en) đặt lên trên địa vị Giáo hội La Mã. 3. Công nhận phân chia đẳng cấp của thiên sứ (en). | ●                                                                                   | △                                                                                   | ●                                                                                   | –                                                                                   | –                                                                                   |
| 6 | Năm 680 – 681                                                                       | Giáo hội nghị Constantinople III                                                    | Agatho                                                                              | Constantine IV                                                                      | 1. Giê-xu Ki-tô là Chân Thượng đế, là một ngôi trong Ba ngôi Thiên Chúa được phú cho suối nguồn sự sống trong cùng một tính thể. Phương diện thần tính là hoàn mỹ, phương diện nhân tính cũng là hoàn mỹ, thực sự là Thượng đế, cũng thực sự là người, có đủ linh hồn và xác thịt lí tính. Theo thần tính, ngài đồng thể với Chúa Cha; theo nhân tính, ngài cùng một tính thể với con người chúng ta. Tương tự với người ở các phương diện, chỉ là không có phạm tội. 2. Ý chí nhân tính của Đấng Ki-tô, cam nguyện phục tòng theo ý chí toàn năng của Thiên Chúa. | ●                                                                                   | △                                                                                   | ●                                                                                   | –                                                                                   | –                                                                                   |
| 7 | Năm 787                                                                             | Giáo hội nghị Nicaea II                                                             | Adrian I                                                                            | Constantine VI                                                                      | 1. Khôi phục nghi thức tôn kính Thánh tượng. 2. Quy định chính phủ không có quyền uỷ nhiệm giám mục, linh mục và nhân viên tư tế. Các ứng cử viên giám mục phải được giám mục giáo phận và giáo tỉnh cùng nhau tiến cử. 3. Giải thích lối tuyên xưng về "đày tớ của Đấng Ki-tô" trong Thánh kinh, chính là những người khiêm ti, phục tòng và nghe theo mệnh lệnh của Chúa, chứ không phải là địa vị thân phận của ông ta. | ●                                                                                   | △                                                                                   | ●                                                                                   | –                                                                                   | –                                                                                   |
| Công đồng chỉ có tính hợp pháp đối với Giáo hội Công giáo La Mã (từ Công đồng lần thứ tám đến Công đồng lần thứ 21) |                                                                                     |                                                                                     |                                                                                     |                                                                                     | |                                                                                     |                                                                                     |                                                                                     |                                                                                     |                                                                                     |
| 8 | Năm 869 – 870                                                                       | Công đồng Constantinople IV                                                         | Adrian II                                                                           | Basil I và Adrian II                                                                | 1. Bãi miễn Photios I - thượng phụ đại kết Constantinople, khôi phục chức vụ của Ignatios - tiền nhiệm của ông. 2. Công đồng đại kết khoá này không được Giáo hội Chính giáo Đông phương công nhận kể từ sau Đại chia cắt Đông Giáo hội và Tây Giáo hội. | ●                                                                                   | –                                                                                   | –                                                                                   | –                                                                                   | –                                                                                   |
| 9 | Năm 1123                                                                            | Công đồng Lateran I                                                                 |                                                                                     |                                                                                     | | ●                                                                                   | –                                                                                   | –                                                                                   | –                                                                                   | –                                                                                   |
| 10 | Năm 1139                                                                            | Công đồng Lateran II                                                                |                                                                                     |                                                                                     | | ●                                                                                   | –                                                                                   | –                                                                                   | –                                                                                   | –                                                                                   |
| 11 | Năm 1179                                                                            | Công đồng Lateran III                                                               |                                                                                     |                                                                                     | | ●                                                                                   | –                                                                                   | –                                                                                   | –                                                                                   | –                                                                                   |
| 12 | Năm 1215                                                                            | Công đồng Lateran IV                                                                |                                                                                     |                                                                                     | | ●                                                                                   | –                                                                                   | –                                                                                   | –                                                                                   | –                                                                                   |
| 13 | Năm 1245                                                                            | Công đồng Lyon I                                                                    |                                                                                     |                                                                                     | | ●                                                                                   | –                                                                                   | –                                                                                   | –                                                                                   | –                                                                                   |
| 14 | Năm 1274                                                                            | Công đồng Lyon II                                                                   |                                                                                     |                                                                                     | | ●                                                                                   | –                                                                                   | –                                                                                   | –                                                                                   | –                                                                                   |
| 15 | Năm 1311 – 1312                                                                     | Công đồng Vienne                                                                    |                                                                                     |                                                                                     | | ●                                                                                   | –                                                                                   | –                                                                                   | –                                                                                   | –                                                                                   |
| 16 | Năm 1414 – 1418                                                                     | Công đồng Constance                                                                 |                                                                                     |                                                                                     | | ●                                                                                   | –                                                                                   | –                                                                                   | –                                                                                   | –                                                                                   |
| 17 | Năm 1431 – 1445                                                                     | Công đồng Basel, Công đồng Florence                                                 |                                                                                     |                                                                                     | | ●                                                                                   | –                                                                                   | –                                                                                   | –                                                                                   | –                                                                                   |
| 18 | Năm 1512 – 1517                                                                     | Công đồng Lateran V                                                                 |                                                                                     |                                                                                     | | ●                                                                                   | –                                                                                   | –                                                                                   | –                                                                                   | –                                                                                   |
| 19 | Năm 1545 – 1563                                                                     | Công đồng Trent                                                                     |                                                                                     |                                                                                     | | ●                                                                                   | –                                                                                   | –                                                                                   | –                                                                                   | –                                                                                   |
| 20 | Năm 1869 – 1870                                                                     | Công đồng Vatican I                                                                 |                                                                                     |                                                                                     | | ●                                                                                   | –                                                                                   | –                                                                                   | –                                                                                   | –                                                                                   |
| 21 | Năm 1962 – 1965                                                                     | Công đồng Vatican II                                                                |                                                                                     |                                                                                     | | ●                                                                                   | –                                                                                   | –                                                                                   | –                                                                                   | –                                                                                   |